# Therese Bichsel
Therese Bichsel (* 17. Februar 1956 in Hasle bei Burgdorf im Kanton Bern) ist eine Schweizer Journalistin und Schriftstellerin.

## Leben
Therese Bichsel studierte Germanistik und Anglistik an der Universität Bern. Sie arbeitete zehn Jahre als Journalistin (bis 1995), seither als Redaktorin und Autorin. Sie lebt mit ihrer Familie in Unterseen. Ihre Bücher werden vom Zytglogge Verlag verlegt. Bisher erschienen acht – zum Teil historische – Romane und ein Porträtband.
Sie ist Mitglied der Schriftstellervereinigung Autorinnen und Autoren der Schweiz (AdS). 1996 gewann sie den 1. Preis beim Berner Kurzgeschichten-Wettbewerb.

## Werke
- Schöne Schifferin. Auf den Spuren einer aussergewöhnlichen Frau. 2. Auflage. Zytglogge Verlag, Bern 1997, ISBN 978-3-7296-0558-9 (eingeschränkte Vorschau in der Google-Buchsuche [abgerufen am 14. Dezember 2020]).
- Die Reise zum Einhorn. Zytglogge, Gümligen 1999
- Das Haus der Mütter. Zytglogge, Gümligen 2001
- Catherine von Wattenwyl. Amazone, Pfarrfrau und Spionin. Zytglogge, Oberhofen 2004
- Ihr Herz braucht einen Mann. Marianne Ehrmann-Brentano, Schriftstellerin und Denkerin 1755–1795. Zytglogge, Oberhofen 2006
- Nah den Eisriesen. Prominenz in der Alpenprovinz von Goethe bis Hodler. Porträts. Zytglogge, Oberhofen 2008
- Grossfürstin Anna. Flucht vom Zarenhof in die Elfenau. Zytglogge, Oberhofen 2012
- Die Walserin. Eine Familie wandert durch die Jahrhunderte, Roman. Zytglogge, Basel 2015, ISBN 978-3-7296-0898-6.
- Überleben am Red River, Roman. Zytglogge, Basel 2018, ISBN 978-3-7296-0985-3.
- Anna Seilerin – Stifterin des Inselspitals. Zytglogge Verlag 2020, 2. Auflage, ISBN 978-3-7296-5046-6.